# Ernest Addison Moody
Ernest Addison Moody (1903-1975) fou un filòsof especialitzat en filosofia medieval. De família benestant (el seu pare és el fundador de Moody's Corporation), estudià a la Universitat de Colúmbia, on després fou professor. També donà classes a la Universitat de Califòrnia, Los Angeles (UCLA). Presidí uns anys l'American Philosophical Association i rebé diversos reconeixements per la seva tasca de recerca, especialment en l'àmbit de la lògica medieval i Guillem d'Occam.